# 歐申維尤 (新澤西州)
歐申維尤（英語：Oceanview）是位於美國新澤西州開普梅縣的普查規定居民點。

## 人口
根據2020年美國人口普查的數據，歐申維尤的面積為7.72平方千米，當中陸地面積為7.53平方千米，而水域面積為0.19平方千米。當地共有人口685人，而人口密度為每平方千米88.73人。